# Micrapate mexicana
Micrapate mexicana là một loài bọ cánh cứng trong họ Bostrichidae. Loài này được Fisher miêu tả khoa học năm 1950.